# Raça fantàstica

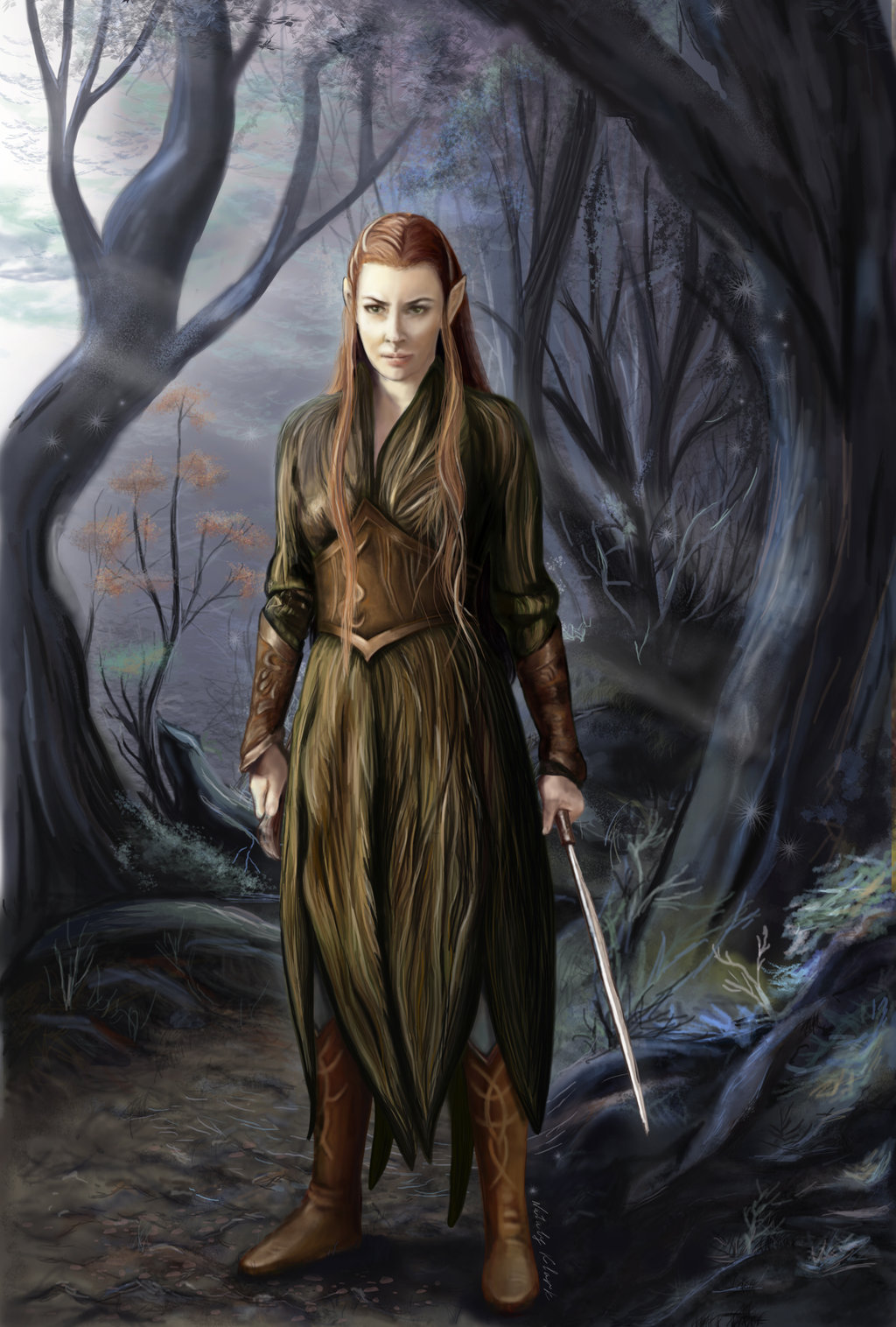
Representació d'una elf

Una 'raça fantàstica' és un grup d'éssers més o menys fantàstics esmentat típicament en els universos imaginaris de la fantasia heroica, la ciència-ficció i els jocs de rol. El terme pot fer referència a grups ètnics, espècies, nacionalitats o grups socials.
 Als jocs de rol la 'raça' fa referència a qualsevol espècie que es pugui fer servir de personatge jugador o no jugador.
L'ús d'aquest concepte va ser popularitzat per l'escriptor britànic J. R. R. Tolkien a partir de les seves obres El hòbbit (1937) i El Senyor dels Anells (1954-55), i va ser adaptat i difós posteriorment pel joc de rol Dungeons & Dragons (1974).
Hi ha centenars de races fantàstiques, algunes completament inventades i més tard reutilitzades per altres autors, com els hòbbits de Tolkien, i d'altres adaptades de criatures mitològiques ja existents però "revisitades", com els elfs, gòblins o dracs. Sovint aquestes races estan relacionades, desenvolupant-se amb influencia màgica a partir d'una espècie de base (normalment elfs o humans).

## Exemples de races fantàstiques
En els mons de fantasia heroica les races solen ser: humans, elfs, nans, orcs, gòblins, immaterials (esperits, fantasmes), etc. A vegades també s'inclouen "criatures artificials" (homuncles alquímics, gòlems i criatures mecàniques).
En els àmbits de la ciència-ficció, especialment els de l'espai i el ciberpunk, les races solen ser: humans, extraterrestres, mutants, ciborgs, robots i intel·ligències artificials.
En alguns universos és possible trobar-hi personatges de raça mixta, com per exemple a Dungeons & Dragons, on es pot jugar un mig-elf (barreja d'un ésser humà i un elf) o un mig-orc (barreja d'un ésser humà i un orc).

## Exemples de mons amb races fantàstiques
- Les races de la Terra Mitjana, l'univers fantàstic creat per Tolkien
- Dungeons & Dragons, joc de rol i dibuixos animats
- Star Trek, sèries de televisió i de pel·lícules
- Star Wars, saga de pel·lícules.
- Dragon Ball, sèrie animada.
- Stargate, pel·lícula i sèries de televisió
- Babylon 5, sèrie de televisió
- Els Neopets, joc de mascotes virtuals en línia
- Warcraft, sèrie de videojocs